# Grass County Goes Dry
Grass County Goes Dry è un cortometraggio muto del 1914. Il nome del regista non viene riportato.

## Produzione
Il film fu prodotto dalla Essanay Film Manufacturing Company.

## Distribuzione
Distribuito dalla General Film Company, il film - un cortometraggio di 500 metri in due bobine - uscì nelle sale cinematografiche USA il 13 marzo 1914.